# Lady L
Lady L è un film del 1965 diretto da Peter Ustinov.
Basato sull'omonimo romanzo scritto da Romain Gary, il film vede come protagonisti Sophia Loren e Paul Newman.

## Trama
Lady L è una elegante e agiata signora corsa di 80 anni che racconta al suo biografo, Sir Percy, le passate avventure d'amore che ha attraversato nel corso della propria esistenza, tra le quali quella con un aristocratico parigino e un anarchico.

## Produzione
Il film è una coproduzione tra Italia, Francia e Regno Unito. Il comune di Castle Howard, nello Yorkshire è stato usato come set per alcune scene. Inizialmente il film era stato affidato alla regia di George Cukor e all'interpretazione di Tony Curtis e Gina Lollobrigida.